# Ciencia y tecnología de la dinastía Tang
La Ciencia y tecnología de la dinastía Tang (618-907) de la antigua dinastía Tang de la China fue testigo de muchos avances en la historia de la ciencia y la tecnología en China, con varios desarrollos en la impresión de bloques de madera, la gnomónica, la ingeniería mecánica, la medicina y la ingeniería estructural.

## Impresión en bloque de madera

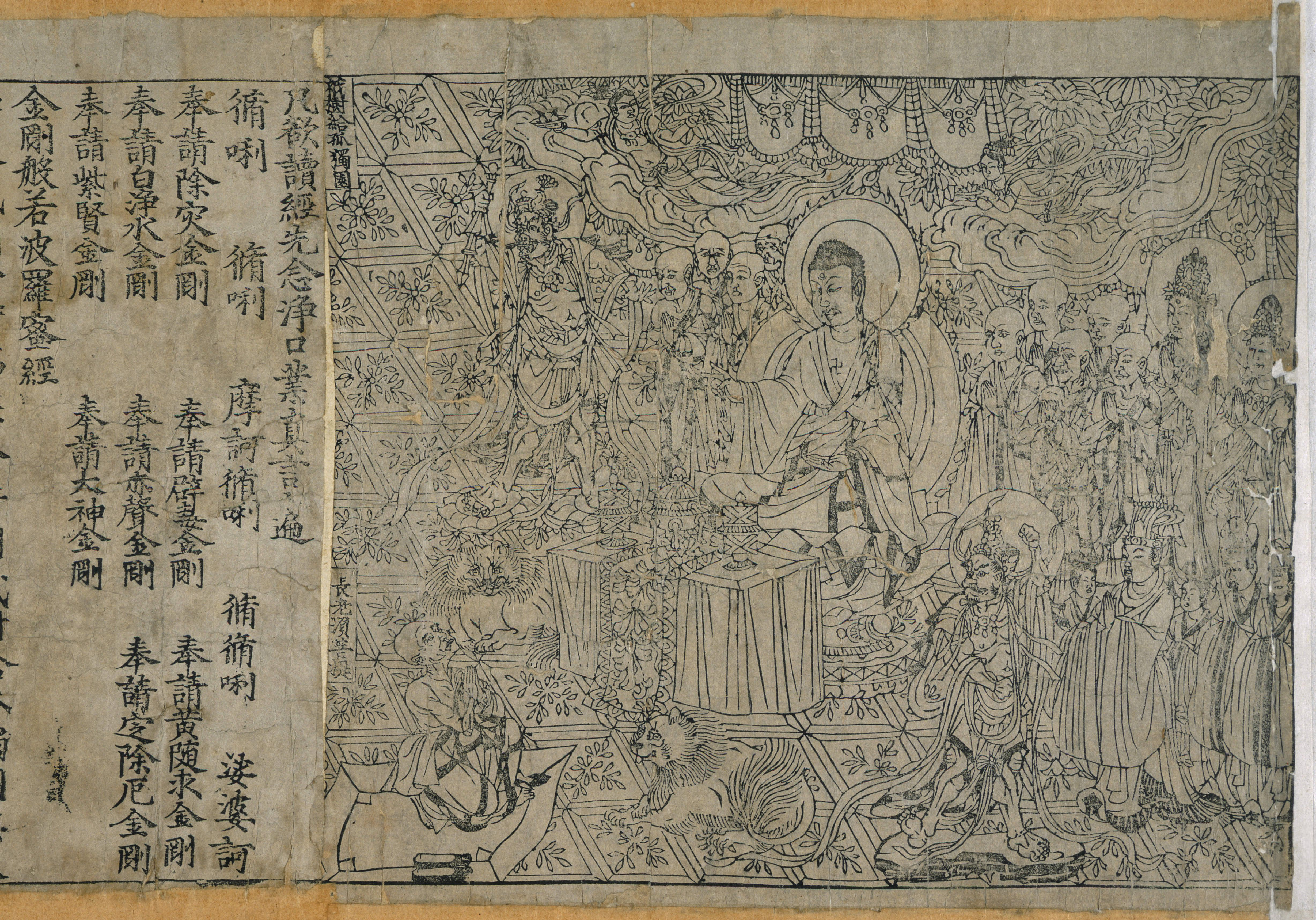
El Sutra del diamante, impreso en 868, es el primer libro ampliamente impreso en el mundo usando la impresión xilográfica.

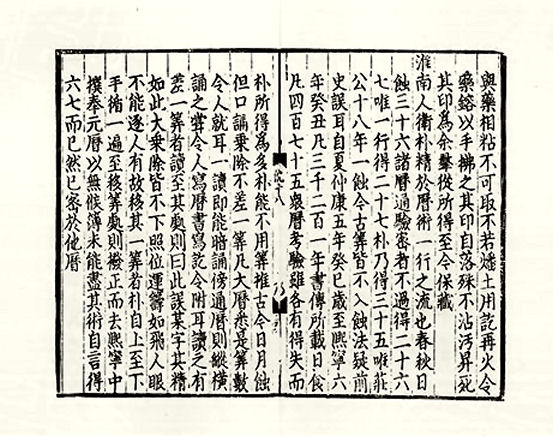
Página del Mengxi Bitan que describe el sistema de impresión de Bi Sheng

La popularización de la imprenta de bloques de madera durante la dinastía Tang hizo que la palabra escrita estuviera disponible para un mayor público. Como resultado de la distribución y circulación mucho más amplia de los materiales de lectura, la población en general pudo por primera vez adquirir copias asequibles de los textos, lo que, en consecuencia, dio lugar a una mayor alfabetización. Aunque los efectos inmediatos de la impresión en madera no provocaron un cambio drástico en la sociedad china, a largo plazo, los efectos acumulados del aumento de la alfabetización ampliaron la reserva de talentos para incluir a circunstancias civiles y antecedentes socioeconómicos más amplios, a quienes se vería entrar en los exámenes imperiales y aprobarlos por la posterior dinastía Song. El alcance de la impresión en madera está atestiguado por uno de los documentos impresos más antiguos que se conservan en el mundo, un sutra budista dharani en miniatura desenterrado en Xi'an en 1974, que data aproximadamente de los años 650 al 670. Una copia del Sutra del diamante encontrado entre los manuscritos de Dunhuang es el primer libro completo superviviente impreso en tamaño normal, con ilustraciones incrustadas en el texto y fechado precisamente en el año 868. Entre los primeros documentos que se imprimieron estaban los textos budistas y los calendarios, estos últimos esenciales para calcular y marcar qué días eran propicios y cuáles no. El éxito comercial y la rentabilidad de la impresión en madera fue atestiguado por un observador británico a finales del siglo XIX, quien observó que incluso antes de la llegada de los métodos de impresión occidentales, el precio de los libros y materiales impresos en China ya había alcanzado un precio asombrosamente bajo en comparación con lo que se podía encontrar en su país de origen. De esto, dijo:

Tenemos una extensa literatura de centavos en casa, pero el inglés no puede comprar nada como la cantidad de material impreso por su centavo, que el chino puede por aún menos. Un libro de oraciones de un centavo, que se admite que se vende con pérdidas, no puede competir en masa con muchos de los libros que se compran por poco dinero en China. Cuando se considera, también, que un bloque ha sido laboriosamente cortado para cada hoja, la baratura del resultado únicamente se explica por la amplitud de la venta.

Aunque Bi Sheng inventó más tarde el sistema de los tipos móviles en el siglo XI, la impresión en bloque de madera al estilo de la dinastía Tang seguiría siendo el modo de impresión dominante en China hasta que la imprenta más avanzada de Europa se aceptara y utilizara ampliamente en Asia oriental. Sin embargo, no fue la tipografía de Johannes Gutenberg la que hizo el avance decisivo para los métodos occidentales en China, como se cree comúnmente, sino la litografía, una maravilla tecnológica del siglo XIX casi totalmente olvidada en Europa.

### Juego de cartas

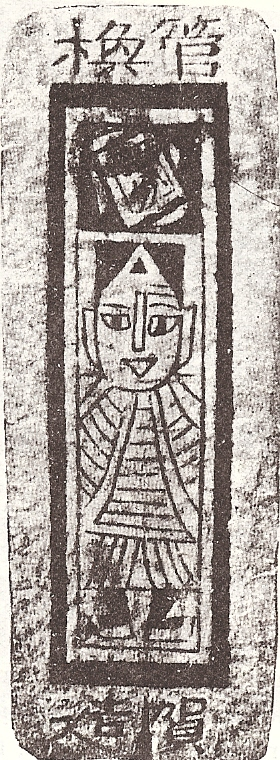
Una carta de juego china impresa, fechada c. 1400, Dinastía Ming, encontrada cerca de Turpan, que mide 9,5 por 3,5 cm.

Los juegos de cartas pueden haber sido inventados durante la dinastía Tang alrededor del siglo IX d. C. como resultado del uso de la tecnología de impresión de bloques de madera. La primera referencia posible a los juegos de cartas proviene de un texto del siglo IX conocido como la Colección de Misceláneas en Duyang, por el escritor de la dinastía Tang Su E. Describe a la princesa Tongchang, hija del emperador Tang Yizong, jugando al «juego de la hoja» en 868 con miembros del clan de Wei Baoheng, la familia del marido de la princesa.: El primer libro conocido sobre el juego de la «hoja» se llamó Yezi Gexi y supuestamente fue escrito por una mujer Tang. Recibió comentarios de escritores de dinastías posteriores. El erudito de la dinastía Song (960-1279) Ouyang Xiu (1007-1072) afirma que el juego de la «hoja» existió al menos desde mediados de la dinastía Tang y asoció su invención con el desarrollo de las hojas impresas como medio de escritura.   Sin embargo, Ouyang también afirma que las «hojas» eran las páginas de un libro utilizado en un juego de mesa jugado con dados, y que las reglas del juego se perdieron en 1067.
Otros juegos que giran en torno a la bebida alcohólica involucran el uso de cartas de un tipo de la dinastía Tang en adelante. Sin embargo, estas cartas no contenían palos o números. En su lugar, se imprimieron con instrucciones o reglas para quien las dibujó.
El primer caso fechado de un juego de cartas con palos y números ocurrió el 17 de julio de 1294 cuando «Yan Sengzhu y Zheng Pig-Dog fueron atrapados jugando a las cartas [zhi pai] y los bloques de madera para imprimirlos habían sido incautados, junto con nueve de las cartas reales».
William Henry Wilkinson sugiere que las primeras cartas pueden haber sido papel moneda real que se duplicó tanto como las herramientas de juego como las apuestas que se jugaban, similar a los juegos de cromos. El uso de papel moneda era inconveniente y arriesgado, por lo que fueron sustituidos por el dinero de juego conocido como «cartas de dinero». Uno de los primeros juegos en los que conocemos las reglas es el Madiao, un juego de bazas que data de la Dinastía Ming (1368-1644). El erudito del siglo XV Lu Rong describió que se juega con 38 «cartas de dinero» divididas en cuatro palos: 9 en  monedas, 9 en cuerdas de monedas —que pueden haber sido malinterpretadas como palos de dibujos burdos—, 9 en  miríadas (de monedas o de cuerdas), y 11 en decenas de miríadas (una miríada es de 10.000). Los dos últimos palos tenían caracteres de A la orilla del agua en lugar de puntos: 132 con caracteres chinos para marcar su rango y paLo. El palo de las monedas está en orden inverso, con 9 de las monedas siendo la más baja que sube a 1 de las monedas como la carta más alta.

## Relojería y cronometraje
La tecnología durante el período Tang se construyó también sobre los precedentes del pasado. Los sistemas de engranajes mecánicos de Zhang Heng (78-139) y Ma Jun (siglo III fl.) dieron al ingeniero Tang, al astrónomo y al monje Yi Xing (683-727), la inspiración para inventar el primer mecanismo de escape con mecanismo de relojería del mundo en 725. Este fue usado junto con un reloj de agua y una rueda hidráulica para accionar una esfera armilar giratoria en representación de la observación  astronómica.Needham, 1986b, pp. 473–475 El dispositivo de Yi Xing también tenía una campana de tiempo mecánico que era golpeada automáticamente cada año, y un tambor que era golpeado automáticamente cada cuarto de hora; esencialmente, un reloj de llamada.
El reloj astronómico de Yi Xing y la esfera armilar accionada por agua se hicieron muy conocidos en todo el país, ya que los estudiantes que intentaban aprobar los exámenes imperiales para el año 730 tenían que escribir un ensayo sobre el dispositivo como requisito para el examen. Sin embargo, el tipo más común de dispositivo de cronometraje público y de palacio era el reloj de agua de entrada. Su diseño fue mejorado alrededor de 610 por los ingenieros Xun y Yuwen Kaide la Dinastía Sui. Ellos proporcionaron una medida de la presión que permitió el ajuste estacional en la cabeza de presión del tanque de compensación y se pudo entonces controlar la tasa de flujo para diferentes longitudes de día y noche.

## Ingeniería mecánica y autómatas
Hubo muchos otros inventos mecánicos durante la era Tang. Esto incluyó un servidor de vino mecánico de 0,91 m de altura de principios del siglo VIII que tenía la forma de una montaña artificial, tallada en hierro y descansaba en un marco de madera lacada con tortugas. Este intrincado dispositivo utilizaba una bomba hidráulica que extraía el vino de los grifos metálicos con cabeza de dragón, así como tazones inclinables que estaban programados para sumergir el vino, por la fuerza de la gravedad cuando se llenaba, en un lago artificial que tenía intrincadas hojas de hierro que aparecían como bandejas para colocar las golosinas de la fiesta. Además, como lo describe el historiador Charles Benn:

A mitad de camino, en el lado sur de la montaña, había un dragón... la bestia abrió su boca y escupió cerveza en un cáliz sentado en una gran hoja de loto [de hierro] que había debajo. Cuando la copa estaba llena al 80%, el dragón dejó de escupir cerveza, y un huésped inmediatamente tomó la copa. Si tardaba en vaciar la copa y devolverla a la hoja, la puerta de un pabellón en la cima de la montaña se abría y un servidor de vino mecánico, vestido con toga y birrete, salía con un bate de madera en la mano. Tan pronto como el invitado devolvió la copa, el dragón la rellenó, el camarero se retiró y las puertas del pabellón se cerraron... Una bomba extrajo la cerveza que fluía en el estanque de cerveza a través de un agujero oculto y devolvió la bebida al depósito [que contenía más de 16 cuartos/15 litros de vino] dentro de la montaña.

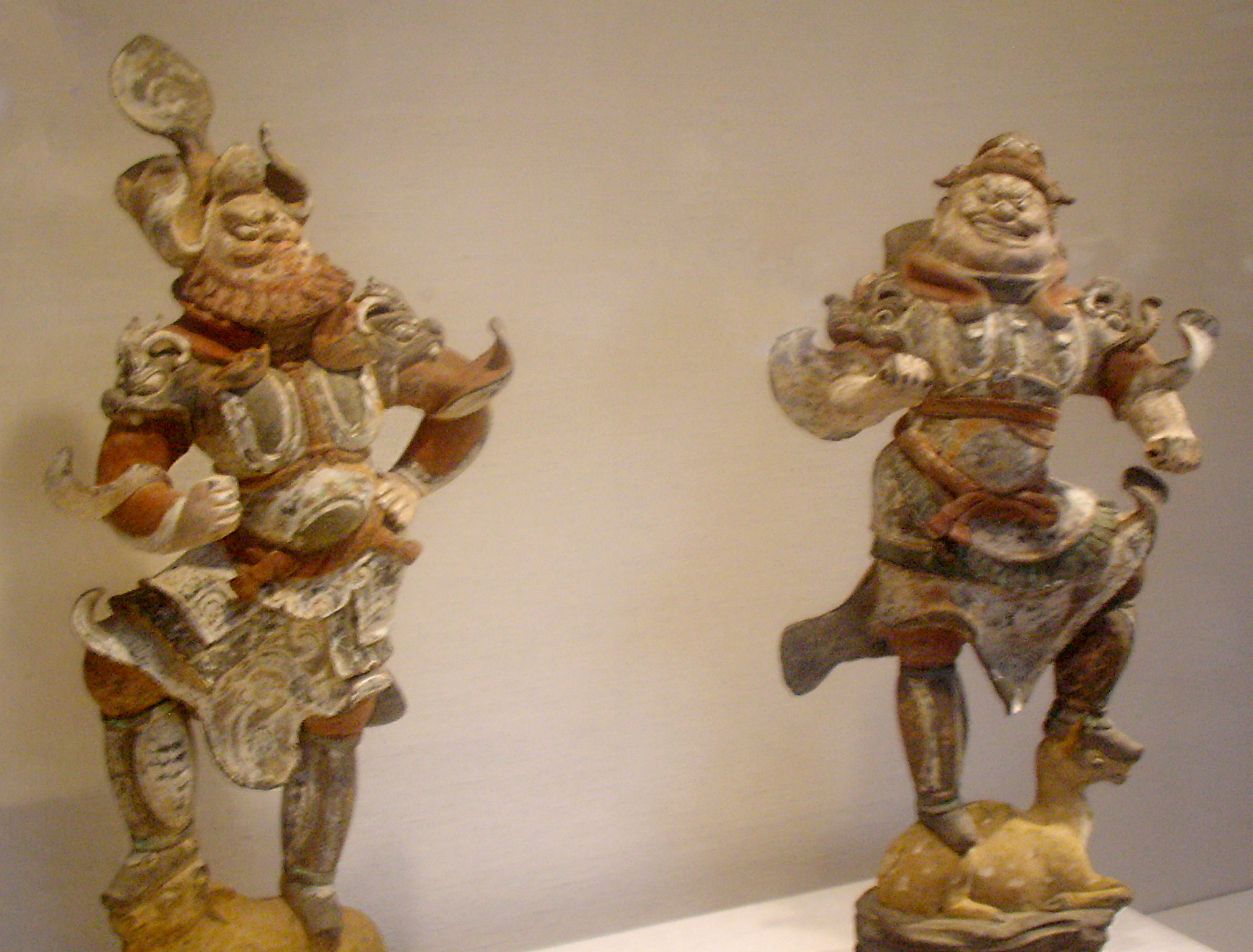
Estatuas de madera de guardianes de tumbas; las estatuas de madera accionadas mecánicamente sirvieron como portavasos, bodegueros, bailarines y otros en esta época.

Aunque el uso de un títere mecánico burlón en este dispositivo para servir vino fue ciertamente ingenioso, el uso de títeres mecánicos en China se remonta a la dinastía Qin (221-207 a. C.), mientras que Ma Jun en el siglo III tenía todo un teatro de marionetas mecánico operado por la rotación de una noria. También había un servidor de vino automático conocido en el mundo  grecorromano antiguo, un diseño de Herón de Alejandría que empleaba una urna con una válvula interna y un dispositivo de palanca similar al descrito anteriormente. Hay muchas historias de autómatas utilizados en el período Tang, incluyendo la estatua de madera del general Yang Wulian, de un monje que extendía sus manos para recoger contribuciones; cuando la cantidad de monedas alcanzaba un cierto peso, la figura mecánica movía sus brazos para depositarlas en una bolsa. Este mecanismo de pesas y palancas era exactamente como el centavo de Heron máquinas tragamonedas. Otros dispositivos incluían uno de Wang Ju, cuya «nutria de madera» supuestamente podía atrapar peces; Needham sospecha que una trampa de resorte de algún tipo se empleó aquí.

## Medicina

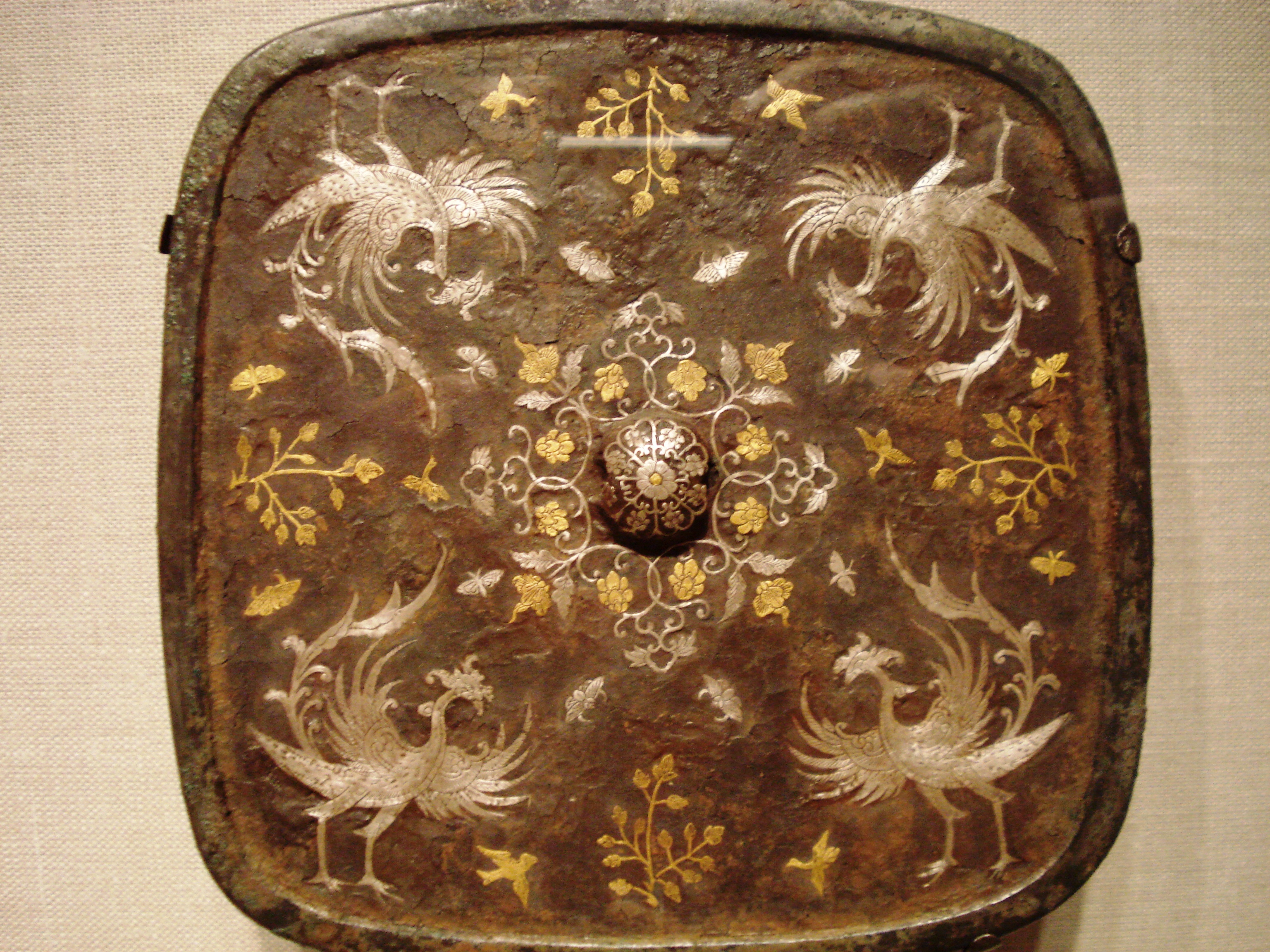
Un espejo cuadrado de bronce con un motivo de fénix de oro y plata con incrustaciones de laca, del.

Los chinos de la era Tang estaban muy interesados en los beneficios de clasificar oficialmente todos los medicamentos utilizados en farmacología. En 657, el emperador Gaozong de Tang (r. 649-683) encargó el proyecto literario de publicar una [materia médica] oficial , completa con texto y dibujos ilustrados para 833 diferentes sustancias medicinales tomadas de diferentes piedras, minerales, metales, plantas, hierbas, animales, hortalizas, frutas y cultivos de cereales. Además de compilar farmacopeas, Tang fomentó el aprendizaje en medicina al defender las facultades médicas imperiales, los exámenes estatales para médicos y la publicación de manuales forenses para médicos. Los autores de medicina en Tang incluyen Zhen Qian (muerto en 643) y Sun Simiao (581-682), el primero fue el que identificó por escrito que los pacientes con diabetes tenían un exceso de azúcar en la orina, y el segundo que fue el primero en reconocer que los pacientes diabéticos deben evitar consumir alcohol y alimentos con almidón. Según lo escrito por Zhen Qian y otros en Tang, las glándulas tiroides de ovejas y cerdos se usaron con éxito para tratar bocios; Los extractos de tiroides no se usaron para tratar pacientes con bocio en Occidente hasta 1890.Temple, 1986, pp. 134–135

## Ingeniería estructural

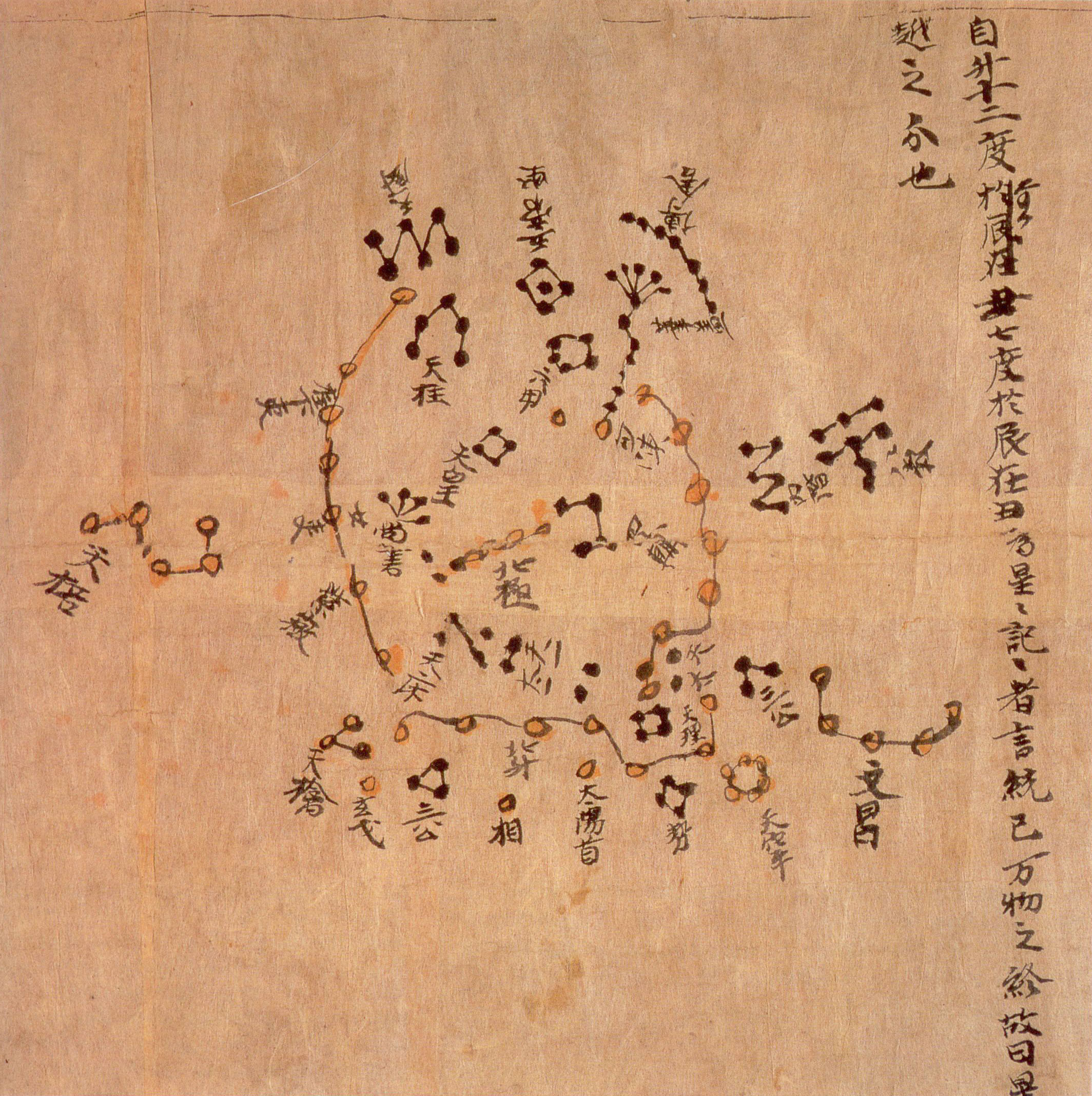
El Mapa celeste de Dunhuang, un mapa estelar que muestra la región del Polo Norte, alrededor del 700. Las constelaciones se dividieron en tres «escuelas» distinguidas con diferentes colores: blanco, negro y amarillo para las estrellas de Wu Xian, Gan De y Shi Shen respectivamente. El conjunto de mapas estelares contenía 1.300 estrellas.

En el ámbito de la arquitectura técnica china, también había códigos de construcción estándar del gobierno, esbozados en el primer libro Tang de la Yingshan Ling (Ley de Construcción Nacional). Fragmentos de este libro han sobrevivido en el Tang Lü (El Código Tang), mientras que el manual de arquitectura de la dinastía Song Yingzao Fashi («Tratado sobre Métodos de arquitectura o las normas de construcción del Estado») de Li Jie (1065-1101) en 1103 es el tratado técnico más antiguo existente sobre la arquitectura china que ha sobrevivido en su totalidad. Durante el reinado del emperador Xuanzong de Tang (712-756) había 34.850 artesanos registrados al servicio del estado, gestionados por la Agencia de Edificios de Palacio (Jingzuo Jian).

## Cartografía
En el reino de la cartografía, hubo más avances más allá de los cartógrafos de la dinastía Han. Cuando el canciller de la dinastía Tang Pei Ju (547-627), trabajaba para la dinastía Sui como Comisionado Comercial en 605, creó un conocido mapa cuadriculado con una escala graduada en la tradición de Pei Xiu (224-271). El canciller Xu Jingzong (592-672) también fue conocido por su mapa de China dibujado en el año 658. En el año 785 el emperador Dezong hizo que el geógrafo y cartógrafo Jia Dan (730-805) completara un mapa de China y sus antiguas colonias en Asia Central. Al completarlo en el año 801, el mapa tenía 9,1 m de longitud y 10 m de altura, trazado en una escala cuadriculada de una pulgada que equivale a cien li (unidad china de medida de la distancia). Un mapa chino de 1137 es similar en complejidad al que hizo Jia Dan, tallado en una estela de piedra con una escala cuadriculada de 100 li. Sin embargo, el único tipo de mapa que ha sobrevivido del período Tang son los mapas estelares. A pesar de esto, los primeros mapas de terreno existentes de China provienen del antiguo estado Qin; mapas del siglo IV a. C. que fueron excavados en 1986.

## Alquimia, cilindros de gas y aire acondicionado

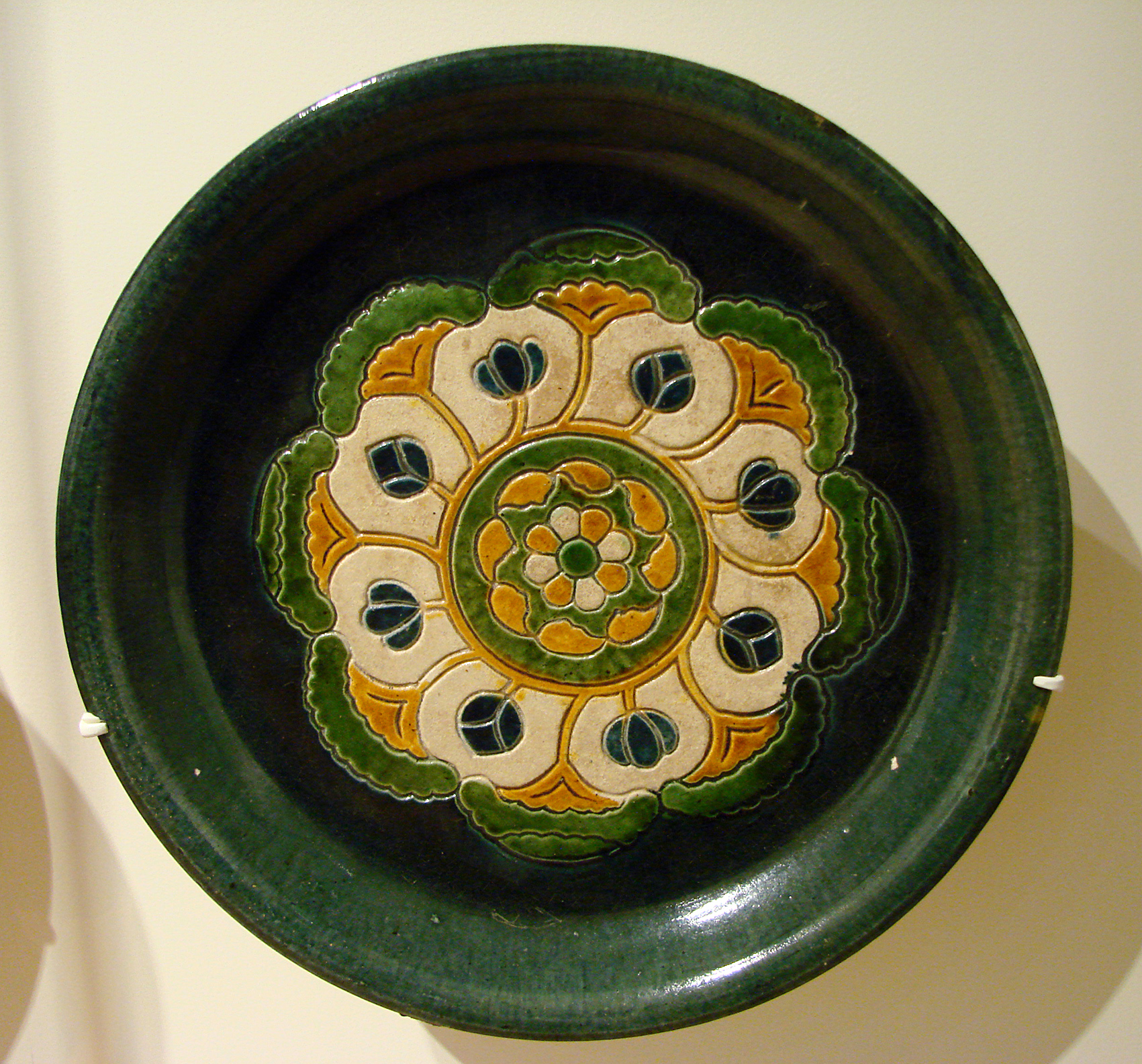
Un plato de cerámica redondeado con diseño de esmalte «tres colores» (sancai),.

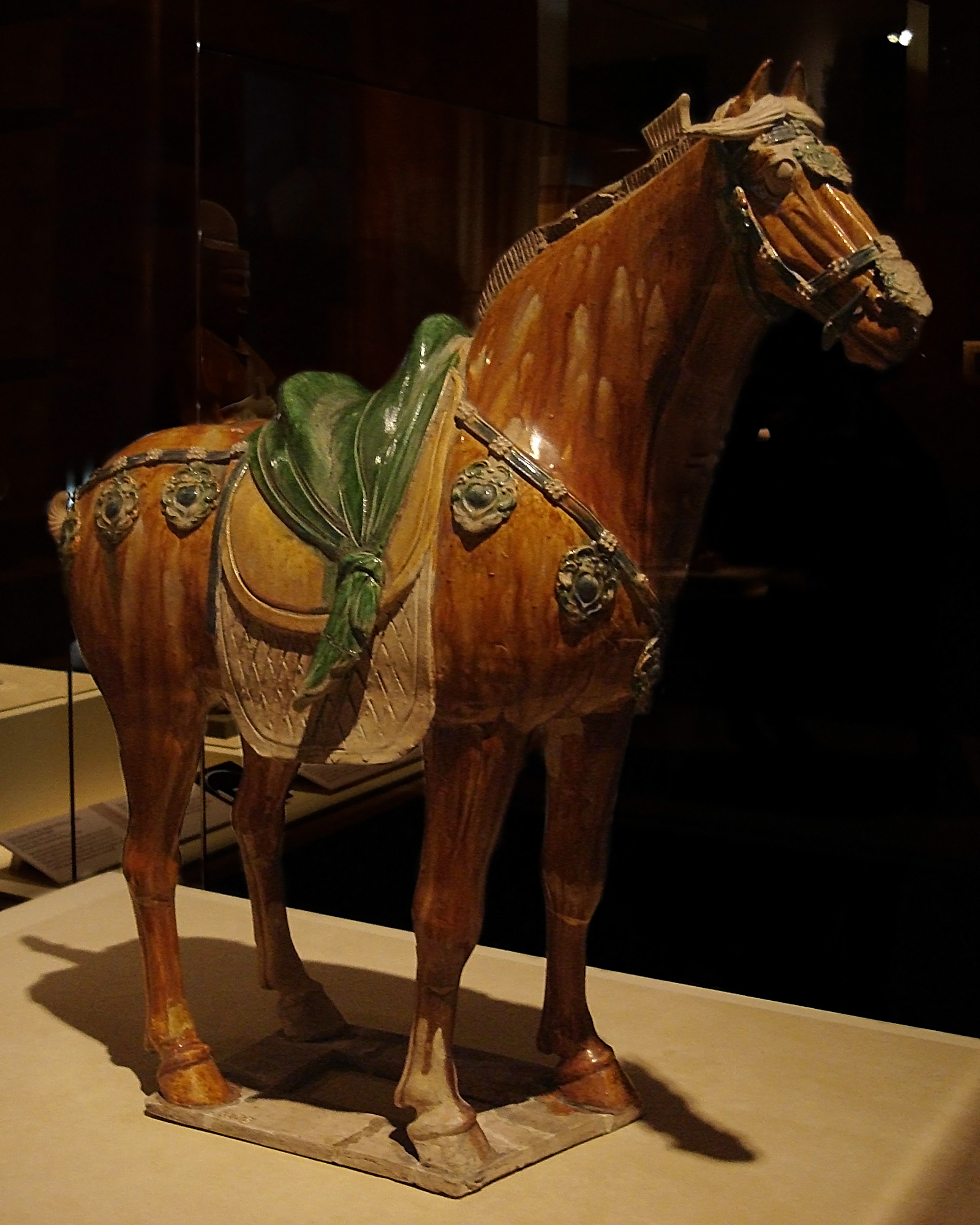
Este caballo de cerámica de color amarillo (dinastía Tang), incluye una silla de montar cuidadosamente modelada, que está decorada con correas de cuero y sujetadores ornamentales con flores de ocho pétalos y hojas de albaricoque.

Los chinos del período Tang empleaban fórmulas químicas complejas para una serie de propósitos diferentes, a menudo encontrados a través de experimentos de alquimia. Estas fórmulas incluían una crema repelente de polvo o un barniz para ropa y armas, a prueba de fuego, para los artículos de vidrio y porcelana, una crema impermeable aplicada a la ropa de seda de los buzos submarinos, una crema designada para pulir los espejos de bronce, y muchas otras fórmulas útiles. La cerámica vitrificada y translúcida conocida como porcelana fue inventada en China durante la dinastía Tang, aunque muchos tipos de cerámica vidriada la precedieron.
Desde la dinastía Han (202 a. C. - 220 d. C.), los chinos habían perforado pozos profundos para transportar gas natural desde las tuberías de bambú hasta las estufas donde las ollas de evaporación de hierro fundido hierven salmuera para extraer la sal. Durante la dinastía Tang, un nomenclátor de la provincia de Sichuan declaró que en uno de estos "pozos de fuego" de 182 m (600 pies), los hombres recogían gas natural en tubos portátiles de bambú que podían ser transportados por docenas de kilómetros (mi) y aun así producir una llama.] Estos fueron esencialmente los primeros cilindros de gas; Robert Temple asume que algún tipo de grifo fue utilizado para este dispositivo.
El inventor Ding Huan (fl. 180 d. C.) de la dinastía Han inventó un ventilador rotativo para el aire acondicionado, con siete ruedas de 3 m de diámetro y de accionamiento manual. En 747, el Emperador Xuanzong de Tang mandó construir un "Salón Fresco" en el palacio imperial, que el Tang Yulin (唐語林) describe como el que tiene ruedas de ventilador accionadas por agua para el aire acondicionado, así como chorros de agua ascendentes de fuentes. Durante la subsiguiente dinastía Song, las fuentes escritas mencionaron el ventilador rotativo de aire acondicionado como aún más ampliamente utilizado.